# Azaguié
Azaguié est une ville de la Région de l'Agnéby-Tiassa située dans le Sud de la Côte d'Ivoire, dans le département d'Agboville dont elle est l'une des sous-préfectures, avec Grand-Morié, Céchi, Oress-Krobou, Rubino.

## Administration
| Date d'élection | Identité                                    | Parti                     | Qualité         |
| --------------- | ------------------------------------------- | ------------------------- | --------------- |
| 1980            |                                             | PDCI-RDA                  | Cadre politique |
| 1983            |                                             | PDCI-RDA                  | Cadre politique |
| 1985            |                                             | PDCI-RDA                  | Cadre politique |
| 1990            | Francis Maho                                | PDCI-RDA                  | Cadre politique |
| 1995            | Francis Maho                                | PDCI-RDA                  | Cadre politique |
| 2009            | Mme Marcelle Api N’Guessan                  | FPI                       | Cadre politique |
| 21 avril 2013   | Hyacinthe Amon                              | Indépendant dissident FPI | Cadre politique |
| 2018            | Mamadou Koulibaly Démission le 19 août 2021 | LIDER                     | Cadre politique |
| 2023            | Alain Ékissi                                | RHDP                      | Cadre politique |

## Politique
| Date d'élection | Identité      | Parti | Qualité                     | Statut |
| --------------- | ------------- | ----- | --------------------------- | ------ |
| décembre 2011   | Bamba Mamadou | RDR   | Professeur, homme politique | élu    |
|                 |               |       |                             |        |

## Sports
La localité dispose d'un club de football, le Futur RPO d'Azaguié, qui évolue en Championnat de Division Régionale, équivalent d'une « 4e division » .